# Rashid ibn Farrukhzad
Pour les articles homonymes, voir Farrokhzad.
 (février 2018).
Le prince Rashid ibn Farrukhzad a été gouverneur de Derbent pendant les invasions de Djebé et Subötaï, au début du XIIIe siècle. C'était un frère cadet de Shirvanshah Gushtasb Ier. Il défendit la ville contre les armées mongoles avec succès et les obligea à passer le Caucase par d'autres voies. Il n' a pas réussi à se défendre contre les Kipchaks en fuite, mais il a réussi à reprendre la ville et à les tuer.
Prince Rashid est un personnage qui apparaît dans le roman de Tom Shanley Dominion: Dawn of the Mongol Empire.

## Liens
- Tom Shanley - Dominion: Dawn of the Mongol Empire, 2008